# Tacfarinas Yamoun
Tacfarinas Yamoun, född 28 december 1981 i Algeriet, också känd under sitt artistnamn Le Tac, är låtskrivare och artist och del av musikduon PARi.

## Biografi
Tacfarinas Yamoun är av nordafrikansk påbrå och är Amazigh (Berber) från Algeriet. Han flyttade till Sverige 2008 och bodde innan dess i Paris en längre tid. Han är mest känd som ena halvan av musikduon PARi och har skivkontrakt med Warner Music Sweden. Yamoun har lång erfarenhet av låtskriveri och har tillsammans med Anderz Wrethov skrivit ett antal låtar för ett flertal artister såsom Medina, Arash och Behrang Miri. Han har även släppt musik under artistnamnet Le Tac som soloartist och släppte då bland annat singeln "Schmackeboom".

## Musik
2013 var Yamoun en av låtskrivarna till låten "Jalla Dansa Sawa", framförd av Behrang Miri tillsammans med Loulou Lamotte och Oscar Zia, som medverkade i Melodifestivalen 2013. Låten nådde Platinanivå och har över 16 miljoner streams på Spotify. Som bäst låg den fyra på Svensktoppen.[källa behövs]
Yamoun har också skrivit låtar till bland annat Medina och Arash.
Som soloartist har han släppt singeln "Schmackeboom", som nådde guldnivå i försäkning och streams. Låten beskrevs som en sommarplåga av Dagens Nyheter, Expressen och P4 (Sveriges Radio). Låten spelades in i sju olika språk och Yamoun uppträdde med låten på svenska musikfestivaler.
Numera fokuserar Yamoun på sitt låtskrivande och artisteri i sin musikgrupp PARi tillsammans med artisten All One och producenten Anderz Wrethov. De är signade av Warner Music Sweden.

## Diskografi

### Singlar
- 2014 - "Schmackeboom" (som Le Tac)
- 2020 - "Bon Appétit" (som Le Tac)